# Bahareh Akrami
Bahareh Akrami (geb. 1. Januar 1983) alias Baboo ist eine in Paris lebende französische Zeichnerin iranischer Herkunft.

## Leben
Akrami kam 1986 nach Frankreich, wohin ihre Familie zwei Jahre zuvor vor den Ajatollahs geflohen war.
Sie ist eine Überlebende der Terroranschläge am 13. November 2015 und nahm an den Gerichtsverhandlungen zu den Anschlägen in Paris und Saint-Denis teil. Sie wurde zu deren inoffizieller Zeichnerin und ist die Autorin einer Graphic Novel, worin sie den Pariser Terrorprozess schildert. Bahareh Akrami, die an diesem Abend im Carillon war, hatte beschlossen, als Nebenklägerin aufzutreten und den Prozess Tag für Tag zu verfolgen. In einem Video von France Inter bezeichnete sie sich als „Expertin für Kritzeleien, um über ernste Dinge zu sprechen“ (experte en gribouillis pour parler de choses sérieuses), „es ist nicht mehr an uns, Angst zu haben, die Angst habe die Seiten gewechselt“ (Ce n'est plus à nous d'avoir peur, la peur a changé de camps).
Seit Beginn der Proteste in Iran 2022 führt sie in den sozialen Netzwerken und auf dem Blog von Mediapart ein gezeichnetes Logbuch der Revolution.

## Publikationen
- On aurait aimé savoir: Chroniques du procès des attentats de Paris et Saint-Denis. Steinkis, 2023, ISBN 9782368467381 (Graphic Novel über Pariser Terrorprozess)
- Artikel in: Marjane Satrapi (Hrsg.): Frau, Leben, Freiheit. (französisches Original Femme Vie Liberté) Rowohlt, Hamburg 2023 (deutsche Ausgabe im Erscheinen begriffen)